# Cryptocercus hirtus
Cryptocercus hirtus är en kackerlacksart som beskrevs av Philippe Grandcolas och Xavier Bellés 2005. Cryptocercus hirtus ingår i släktet Cryptocercus och familjen Cryptocercidae. Inga underarter finns listade i Catalogue of Life.